# 李冬娜
李冬娜（1988年12月6日—），中国足球运动员，中国国家女子足球队成员，现效力于中国女子足球超级联赛的大连权健。她曾随队参加2007年女子世界杯足球赛、2015年女子世界杯足球赛和2016年里约奥运会女子足球比赛。

## 外部連結
- 李冬娜在国际奥林匹克委员会的资料
- Soccerway資料庫：李冬娜
- 官方网站